# 넥스틴
넥스틴(Nextin)는 대한민국의 화성시 동탄산단9길 23-12에 위치해 있으며 대표이사는 박태훈이다. 해외 반도체 결함 국산화하였다. 2020년 10월에 공모가 7만 5천 400원에 코스닥 시장에 기술특례로 상장하였다.

## 제품
레스큐, 크로키 대역폭메모리(HBM)용 검사장비도 개발하였다

회사의 중국 매출 비중은 수년간 이어진 미국의 대중국 수출 규제로 2020년 60.9%에서 ▲2021년 50.9% ▲2022년 61.8% ▲2023년 84.6%, ▲2024년 85.6%로 꾸준히 증가해 왔다.

## 같이 보기
- 인텍플러스
- 오로스테크놀로지
- 파크시스템스

## 참고문헌
1. ↑  한화투자증권 분석보고서 - 넥스틴 2023년 8월 1일
2. ↑  구광선, 넥스틴 미국과 중국 분쟁은 기회, 박태훈 반도체 검사장비로 중국 공략, 비지니스포스트, 2021-09-24
3. ↑  박정연, 기술분석보고서-넥스틴, 2021.10.28
4. ↑  박원희, 특징주 기술특례상장 100호 넥스틴, 상장 첫날 공모가 5% 하회, 연합뉴스, 2020-10-08
5. ↑  한화투자 "넥스틴 목표주가 상향, 신규 반도체 장비 2024년부터 공급 가능", 비즈니스 포스트, 2023-08-01
6. ↑  뉴스핌 라씨로 넥스틴, HBM 검사장비 개발완료..."시제품 공급 진행중, 내년 양산 계획", 뉴스핌, 2023-09-12
7. ↑  변운지, 넥스틴 하나증권 분석보고서, 2023-08-31
8. ↑  중국 매출 85% 넥스틴, HBM으로 '투 트랙' 전략 딜사이트 2025-|04-04